# Giants Nördlingen
El Giants TSV 1861 Nördlingen es un equipo de baloncesto alemán con sede en la ciudad de Nördlingen, que compite en la ProB, la tercera división de su país. Disputa sus partidos en el Hermann-Keßler-Halle, con capacidad para 1816 espectadores. El club es parte de la asociación deportiva TSV 1861 Nördlingen.

## Nombres
- TSV Nördlingen (1953-2007)
- VPV Giants Nördlingen (2007-2008)
- Giants Nördlingen (2008-actualidad)

## Registro por Temporadas
| Temporada | División | Liga                     | Posición | Play-Offs   |
| --------- | -------- | ------------------------ | -------- | ----------- |
| 2003-2004 | 2        | 2. Basketball Bundesliga | 14º      | –           |
| 2004-2005 | 2        | 2. Basketball Bundesliga | 10º      | –           |
| 2005-2006 | 2        | 2. Basketball Bundesliga | 8º       | –           |
| 2006-2007 | 2        | 2. Basketball Bundesliga | 9º       | –           |
| 2007–2008 | 2        | ProA                     | 1º       | Ascenso     |
| 2008–2009 | 1        | BBL                      | 16º      | Descenso    |
| 2009–2010 | 2        | ProA                     | 16º      | –           |
| 2010–2011 | 4        | 1. Regionalliga          | 1º       | Ascenso     |
| 2011–2012 | 3        | ProB                     | 2º       | –           |
| 2012–2013 | 3        | ProB                     | 4º       | –           |
| 2013–2014 | 3        | ProB                     | 9º       | –           |
| 2014-2015 | 4        | 1. Regionalliga          | 1º       | Ascenso     |
| 2015–2016 | 3        | ProB                     | 4º       | Semifinales |
| 2016–2017 | 3        | ProB                     | 12º      | –           |

## Palmarés
- Campeón de la Regionalliga (Grupo Sureste)

2011, 2015
- Campeón de la Pro A

2008

## Jugadores destacados
| - Jurica Puljić - Casey Archibald - James Hudson - Stuart Turnbull - Milan Ostojić - Luis García - Braulio Hernández - Georg Beyschlag - Fabian Brütting - Waldemar Buchmiller - Michael Buse - Kwame Duku - Eddy Edigin Jr. - Josef Eichler - Joschka Ferner - Leon Friederici - Benjamin Fumey - Jannis Heindel - Adrian Lind - Marc Liyanage - Nico Löffler - Jacob Mampuya | - Carl Mbassa - Leo Niebuhr - Chris Reinhardt - David Rotim - Janek Schmidkunz - Florian Sefranek - Joe Tesfaldet - Moritz Trieb - Nino Valentic - Gary Dredge - Avi Kazarnovski - Deividas Baika - Lukas Varga - Jan Petrovcić - Emanuel Richter - Fredrik Beckius - Akbar Abdul-Ahad - Aaron Brackett - Cedric Brooks - Mark Brown - Adrien Coleman - Robert Ferguson | - Caleb Gervin - Chad Gray - Brandon Hogg - Jamar Howard - Jason Jamerson - Kedrick Johnson - Ben Jones - Brandon Kimbrough - Michael Lake - Derrick Lang - Brandon Lockhart - Cardell McFarland - Monta McGhee - Donovan Morris - Julius Page - Ty Shaw - LaShon Sheffield - Terence Smith - Lodrick Stewart - Jason Swanson - Jordan Talbert - Jonathan Toles | - Michael Turner - Giordan Watson - Omari Westley - Antonio Williams - Adnan Badnjević - Tony McCrory - Mario Matić - Leo Vrkas - Juan Luis Baydal - Osvaldo Jeanty - Mirko Anastasov - Danny Gibson - Thomas Tripp - Varnie Dennis - Adhar Mayen |